# Yoshiaki Ōshima
| 3843 OISCA        | 28 febbraio 1987 |
| 4157 Izu          | 11 dicembre 1988 |
| 4261 Gekko        | 28 gennaio 1989  |
| 4293 Masumi       | 1º novembre 1989 |
| 4383 Suruga       | 1º dicembre 1989 |
| 4403 Kuniharu     | 2 marzo 1987     |
| 4715 Medesicaste  | 9 ottobre 1989   |
| 4840 Otaynang     | 23 ottobre 1989  |
| 5123 Cynus        | 28 gennaio 1989  |
| 5206 Kodomonomori | 7 marzo 1988     |
| 5258 Rhoeo        | 1º gennaio 1989  |
| 5282 Yamatotakeru | 2 novembre 1988  |
| 5353 Baillié      | 20 dicembre 1989 |
| 5397 Vojislava    | 14 novembre 1988 |
| 5730 Yonosuke     | 13 ottobre 1988  |
| 5740 Toutoumi     | 29 novembre 1989 |
| 10065 Greglisk    | 3 dicembre 1988  |
| 13934 Kannami     | 11 dicembre 1988 |
| 14843 Tanna       | 12 novembre 1988 |

Yoshiaki Ōshima (大島良明?, Ōshima Yoshiaki; 23 novembre 1952) è un astronomo amatoriale giapponese.
Il Minor Planet Center lo accredita per le scoperte di sessantuno asteroidi, effettuate tra il 1987 e il 1999.
Gli è stato dedicato l'asteroide 5592 Oshima.